# Evolução do Colégio dos Cardeais sob o pontificado de Inocêncio X
Abaixo está a evolução do colégio de cardeais durante o pontificado de Inocêncio X e a subsequente vaga vaga .

## Composição para consistório
| Consistóro                  | 1644 | 1655 |
| --------------------------- | ---- | ---- |
| Setembro 1606               | 1    |      |
| Dezembro 1607               | 1    |      |
| Novembro 1608               | 1    | 1    |
| Agosto 1611                 | 2    |      |
| Dezembro 1615               | 2    | 2    |
| Janeiro 1621                | 4    |      |
| Consistórios de Paulo V     | 11   | 3    |
| Setembro 1622               | 1    | 1    |
| Consistórios de Gregório XV | 1    | 1    |
| Outubro 1623                | 2    | 1    |
| Janeiro 1626                | 6    | 4    |
| Agosto 1627                 | 4    | 2    |
| Novembro 1629               | 5    | 2    |
| Novembro 1633               | 5    | 5    |
| Dezembro 1641               | 11   | 9    |
| Julho 1643                  | 17   | 10   |
| Consistórios de Urbano VIII | 50   | 33   |
| Novembro 1644               |      | 2    |
| Março 1645                  |      | 5    |
| Outubro 1647                |      | 6    |
| Fevereiro 1652              |      | 11   |
| Junho 1653                  |      | 1    |
| Março 1654                  |      | 7    |
| Consistórios de Inocêncio X |      | 32   |
| Total                       | 62   | 69   |

## Evolução durante o pontificado
| Data                    | Evento                                                                              | Total |
| ----------------------- | ----------------------------------------------------------------------------------- | ----- |
| 9 de agosto 1644        | Abertura do Conclave de 1644                                                        | 62    |
| 7 de setembro de 1644   | Morte do Cardeal Guido Bentivoglio (66 anos)                                        | 61    |
| 15 de setembro de 1644  | Eleição papal do Cardeal Giovanni Battista Pamphilj com o nome de Inocêncio X       | 60    |
| 14 de novembro de 1644  | criação de 2 Cardeais + 2 In Pectores                                               | 62    |
| 14 de novembro de 1644  | Camillo Francesco Maria Pamphilj                                                    | 62    |
| 14 de novembro de 1644  | João Carlos de Médici                                                               | 62    |
| 14 de fevereiro de 1645 | Morte do Cardeal François de La Rochefoucauld (86 anos)                             | 61    |
| 19 de fevereiro de 1645 | Morte do Cardeal Pier Paolo Crescenzi (73 anos)                                     | 60    |
| 6 de março de 1645      | 7 Cardeais + 1 Revelação In Pectores                                                | 68    |
| 6 de março de 1645      | Domenico Cecchini                                                                   | 68    |
| 6 de março de 1645      | Niccolò Albergati-Ludovisi                                                          | 68    |
| 6 de março de 1645      | Pier Luigi Carafa                                                                   | 68    |
| 6 de março de 1645      | Tiberio Cenci                                                                       | 68    |
| 6 de março de 1645      | Orazio Giustiniani, C.O.                                                            | 68    |
| 6 de março de 1645      | Federico Sforza                                                                     | 68    |
| 6 de março de 1645      | Benedetto Odescalchi (Futuro Papa Inocêncio XI)                                     | 68    |
| 6 de março de 1645      | Alderano Cybo                                                                       | 68    |
| 2 de outubro de 1645    | Morte do Cardeal Francesco Cennini de' Salamandri (78 anos)                         | 67    |
| 4 de dezembro de 1645   | 1 Revelação In Pectores                                                             | 68    |
| 4 de dezembro de 1645   | Francisco Maria Farnésio                                                            | 68    |
| 28 de dezembro de 1645  | Morte do Cardeal Gaspar de Borja y Velasco (65 anos)                                | 67    |
| 28 de maio de 1646      | 1 Cardeal                                                                           | 68    |
| 28 de maio de 1646      | João II Casimiro Vasa da Polônia, S.J.                                              | 68    |
| 27 de junho de 1646     | Morte do Cardeal Achille d' Etampes de Valençay (52 anos)                           | 67    |
| 11 de agosto de 1646    | Morte do Cardeal Giandomenico Spinola (66 anos)                                     | 66    |
| 11 de setembro de 1646  | Morte do Cardeal Antonio Marcello Barberini, O.F.M.Cap. (76 anos)                   | 65    |
| 21 de janeiro de 1647   | Renuncia do Cardeal Camillo Francesco Maria Pamphili                                | 64    |
| 12 de julho de 1647     | Morte do Cardeal Francisco Maria Farnésio (66 anos)                                 | 63    |
| 7 de outubro de 1647    | 6 Cardeais + 1 In Pectore                                                           | 69    |
| 7 de outubro de 1647    | Fabrizio Savelli                                                                    | 69    |
| 7 de outubro de 1647    | Miguel Mazzarino, O.P.                                                              | 69    |
| 7 de outubro de 1647    | Francesco Cherubini                                                                 | 69    |
| 7 de outubro de 1647    | Cristoforo Vidman                                                                   | 69    |
| 7 de outubro de 1647    | Lorenzo Raggi                                                                       | 69    |
| 7 de outubro de 1647    | Francesco Maidalchini                                                               | 69    |
| 6 de julho de 1648      | Renuncia do Cardeal João II Casimiro Vasa da Polônia, S.J.                          | 68    |
| 31 de agosto de 1648    | Morte do Cardeal Miguel Mazzarino, O.P. (42 anos)                                   | 67    |
| 14 de dezembro de 1648  | Morte do Cardeal Lelio Falconieri (63 anos)                                         | 66    |
| 12 de fevereiro de 1649 | Morte do Cardeal Agustín Spínola (51 anos)                                          | 65    |
| 25 de julho de 1649     | Morte do Cardeal Orazio Giustiniani, C.O. (71 anos)                                 | 64    |
| 19 de dezembro de 1649  | Morte do Cardeal Gil Carrillo de Albornoz (68 anos)                                 | 63    |
| 14 de Março 1650        | 1 Revelação In Pectore                                                              | 64    |
| 14 de Março 1650        | Antonio de Aragón-Córdoba-Cardona e Fernández de Córdoba                            | 64    |
| 9 de abril de 1650      | Morte do Cardeal Gaspare Mattei (52 anos)                                           | 63    |
| 27 de junho de 1650     | Morte do Cardeal Mario Theodoli (49 anos)                                           | 62    |
| 16 de agosto de 1650    | Morte do Cardeal Cesare Monti (56 anos)                                             | 61    |
| 7 de outubro de 1650    | Morte do Cardeal Antonio de Aragón-Córdoba-Cardona e Fernández de Córdoba (33 anos) | 60    |
| 19 de novembro de 1650  | 1 Cardeal                                                                           | 61    |
| 19 de novembro de 1650  | Camillo Astalli                                                                     | 61    |
| 3 de setembro de 1651   | Morte do Cardeal Giovanni Giacomo Panciroli (64 anos)                               | 60    |
| 25 de setembro de 1651  | Morte do Cardeal Ciriaco Rocci (59 anos)                                            | 59    |
| 5 de janeiro de 1652    | Morte do Cardeal Girolamo Verospi (52 anos)                                         | 58    |
| 19 de fevereiro de 1652 | 10 Cardeais + 2 In Pectores                                                         | 68    |
| 19 de fevereiro de 1652 | Jean-François Paul de Gondi                                                         | 68    |
| 19 de fevereiro de 1652 | Domingo Pimentel Zúñiga, O.P.                                                       | 68    |
| 19 de fevereiro de 1652 | Fabio Chigi (Futuro Papa Alexandre VII)                                             | 68    |
| 19 de fevereiro de 1652 | Giovanni Girolamo Lomellini                                                         | 68    |
| 19 de fevereiro de 1652 | Luigi Alessandro Omodei                                                             | 68    |
| 19 de fevereiro de 1652 | Pietro Ottoboni (Futuro Papa Alexandre VIII)                                        | 68    |
| 19 de fevereiro de 1652 | Giacomo Corradi                                                                     | 68    |
| 19 de fevereiro de 1652 | Marcello Santacroce                                                                 | 68    |
| 19 de fevereiro de 1652 | Baccio Aldobrandini                                                                 | 68    |
| 19 de fevereiro de 1652 | Frederico de Hesse-Darmstadt                                                        | 68    |
| 19 de abril de 1652     | Morte do Cardeal Marcello Lante (91 anos)                                           | 67    |
| 16 de setembro de 1652  | Morte do Cardeal Giulio Roma (68 anos)                                              | 66    |
| 26 de fevereiro de 1653 | Morte do Cardeal Tiberio Cenci (73 anos)                                            | 65    |
| 23 de março de 1653     | Morte do Cardeal Alphonse Louis de Plessis de Richelieu, O.Cart. (71 anos)          | 64    |
| 5 de junho de 1653      | Morte do Cardeal Federico Baldissera Bartolomeo Cornaro (73 anos)                   | 63    |
| 23 de junho de 1653     | 1 Cardeais                                                                          | 64    |
| 23 de junho de 1653     | Carlo Barberini                                                                     | 64    |
| 7 de outubro de 1653    | Morte do Cardeal Fausto Poli (72 anos)                                              | 63    |
| 22 de novembro de 1653  | Morte do Cardeal Francesco Maria Macchiavelli (45 anos)                             | 62    |
| 2 de dezembro de 1653   | Morte do Cardeal Domingo Pimentel Zúñiga, O.P. (69 anos)                            | 61    |
| 2 de março de 1654      | 7 Cardeais + 2 Revelação In Pectores                                                | 70    |
| 2 de março de 1654      | Lorenzo Imperiali                                                                   | 70    |
| 2 de março de 1654      | Giberto Borromeo                                                                    | 70    |
| 2 de março de 1654      | Giambattista Spada                                                                  | 70    |
| 2 de março de 1654      | Prospero Caffarelli                                                                 | 70    |
| 2 de março de 1654      | Francesco Albizzi                                                                   | 70    |
| 2 de março de 1654      | Ottavio Acquaviva d'Aragona, Jr.                                                    | 70    |
| 2 de março de 1654      | Carlos Pio de Saboia                                                                | 70    |
| 2 de março de 1654      | Carlo Gualterio                                                                     | 70    |
| 2 de março de 1654      | Decio Azzolini                                                                      | 70    |
| 26 de novembro de 1654  | Morte do Cardeal Giovanni Battista Altieri (65 anos)                                | 69    |
| 7 de janeiro de 1655    | Morte do Papa Inocêncio X (80 anos)                                                 | 69    |
| 18 de janeiro de 1655   | Abertura do Conclave de 1655                                                        | 69    |
| 15 de fevereiro de 1655 | Morte do Cardeal Pier Luigi Carafa (73 anos)                                        | 68    |
| 7 de abril de 1655      | Eleição papal do Cardeal Fabio Chigi com o nome de Alexandre VII                    | 67    |